# قارقوجاق
قارقوجاق (ترکی آذربایجانی: Qarqucaq) یک منطقهٔ مسکونی در جمهوری آذربایجان است و در شهرستان گران‌بوی واقع شده‌است.قارقوجاق ۷۴۵ نفر جمعیت دارد.